# NGC 1515
NGC 1515 (również PGC 14397) – galaktyka spiralna z poprzeczką (SBbc), znajdująca się w gwiazdozbiorze Złotej Ryby. Została odkryta 5 listopada 1826 roku przez Jamesa Dunlopa. Na ziemskim niebie tworzy optyczną parę z galaktyką PGC 14388 (zwaną też NGC 1515A), która w rzeczywistości znajduje się ponad dziesięciokrotnie dalej od Ziemi.